# Mlekarevo
Mlekarevo (bulgariska: Млекарево) är ett distrikt i Bulgarien.   Det ligger i kommunen Obsjtina Nova Zagora och regionen Sliven, i den centrala delen av landet, 230 km öster om huvudstaden Sofia.
Trakten runt Mlekarevo består till största delen av jordbruksmark. Runt Mlekarevo är det ganska glesbefolkat, med 48 invånare per kvadratkilometer.